# Neferkara Chendu
Neferkara Chendu, alternativ stavning Neferkare Chendu var en farao i Egyptens åttonde dynasti under första mellantiden. Han nämns endast i Abydoslistan där hans regent- och födelsenamn satts samman i en kartusch.